# Cunjo
Cunjo, também grafada de Kunjo, é uma vila e comuna angolana que se localiza na província de Cuanza Sul, pertencente ao município de Conda.